# Municipio de Killbuck
El municipio de Killbuck (en inglés: Killbuck Township) es un municipio ubicado en el condado de Holmes en el estado estadounidense de Ohio. En el año 2010 tenía una población de 1982 habitantes y una densidad poblacional de 25,32 personas por km².

## Geografía
El municipio de Killbuck se encuentra ubicado en las coordenadas 40°29′15″N 81°59′6″O / 40.48750, -81.98500. Según la Oficina del Censo de los Estados Unidos, el municipio tiene una superficie total de 78.28 km², de la cual 78,14 km² corresponden a tierra firme y (0,18 %) 0,14 km² es agua.

## Demografía
Según el censo de 2010, había 1982 personas residiendo en el municipio de Killbuck. La densidad de población era de 25,32 hab./km². De los 1982 habitantes, el municipio de Killbuck estaba compuesto por el 98,18 % blancos, el 0,2 % eran afroamericanos, el 0,15 % eran amerindios, el 0,1 % eran asiáticos, el 0,1 % eran de otras razas y el 1,26 % eran de una mezcla de razas. Del total de la población el 0,76 % eran hispanos o latinos de cualquier raza.